# 七塘镇
七塘镇，是中华人民共和国重庆市璧山区下辖的一个乡镇级行政单位。

## 行政区划
七塘镇下辖以下地区：
金凤社区、七兴社区、建设村、四合村、阳岫村、喜观村、将军村、三步梯村、盐店村和跃进村。